# Lephana oedisema
Lephana oedisema är en fjärilsart som beskrevs av George Francis Hampson 1926. Lephana oedisema ingår i släktet Lephana och familjen nattflyn. Inga underarter finns listade i Catalogue of Life.